# Бліпверт
Бліпверт – короткочасна телевізійна реклама, тривалість якої не перевищує однієї секунди. Назва поєднує в собі два слова – blip, що означає короткотривалий звук, та advertisement («реклама»). Назву та концепцію вперше використали у телевізійному фільмі Макс Гедрум: на 20 хвилин у майбутнє (Max Headroom: 20 Minutes into the Future) та першому епізоді науково-фантастичного телевізійного шоу Макс Гедрум «Blipverts». Як у фільмі, так і в телевізійному шоу бліпверт – це дуже швидкоплинна телевізійна реклама тривалістю три секунди, яка виділяється також підвищеною концентрованістю та інтенсивністю. Метою бліпверта є максимальна концентрація уваги глядача, щоби останній не перемикав свій приймач на інший телеканал, як це трапляється під час перегляду стандартних рекламних кліпів. Бліпверт виступає також у якості макгафіну під час розвитку сюжету зазначених кінострічок.

## Реальні випадки
Бліпверт-ефект приносив користь рекламному бізнесу і в реальному житті, адже завдяки йому телеглядачі краще засвоювали рекламу.
У 1974 американська компанія Master Lock вставила під час трансляції реклами на чемпіонаті Національної футбольної ліги кліп із зображеним у ньому замком, у який влучила куля шарпшутера. У 1998 односекундний рекламний кліп цієї ж компанії з′являється на телебаченні. Американський журнал Advertising Age, присвячений рекламі, пояснює той факт, що концепція «надшвидкої» реклами не отримала широкого розповсюдження, певними складнощами, пов′язаними з виробництвом і трансляцією односекундних рекламних кліпів.
У травні 2006 компанія General Electric представила односекундну «театральну виставу» – телевізійний рекламний кліп з додатковим матеріалом, включеним як індивідуальні кадри в останній секунді кліпу, для перегляду на цифрових відеопрогравачах. Під час перегляду на нормальній швидкості ці кадри з′являються блискавично, як бліпверт.
У 2009 під час трансляції футбольного матчу Super Bowl XLIII американська компанія Miller Brewing Company показала односекундний рекламний кліп з актором Вінделом Мідлбруксом, який періодично з′являвся також в інших рекламних кліпах цієї компанії починаючи з 2006; у рекламі пива Miller High Life він знаходиться на складі, стоячи на фоні боксів з напоєм, та швидко вигукує «High Life!».